# Petru Caduc
Petru Caduc (n. 6 august 1954) antrenor superior al echipei sportive de performanță al Departamentului Trupelor de Carabinieri al Ministerului Afacerilor Interne al Republicii Moldova.

## Copilărie și studii
S-a născut în satul Grimăncăuți din raionul Briceni. În 1975 a terminat studiile la Institutul Pedagogic "Ion Creangă", facultatea Educație Fizică și Sport.

## Activitate profesională
După terminarea studiilor a activat în calitate de antrenor C.S.C. „Dinamo”. În 1997 devine antrenor principal al Lotului Național de box al Republicii Moldova. Din 2000 este numit antrenor superior al echipei sportive de performanță a Departamentului Trupelor de Carabinieri al Ministerului Afacerilor Interne al Republicii Moldova.

## Distincții și recunoaștere
Petru Caduc a fost decorat cu Ordinul "Gloria Muncii" în februarie 2001. A primit Ordinul de Onoare în august 2008. A primit Ordinul Republicii în decembrie 2019. Pentru merite deosebite, în 2000 a primit titlul de Om Emerit. Diploma de Onoare a Guvernului de gr. I a primit-o în 2007. În 2011 i se conferă Ordinul Olimpic. În 2013 este Laureat al Premiului Național. În 2017 primește Crucea ,,Pentru Merit” de gradul I al MAI.